# تپه قلاع بردی
تپه قلاع بردی مربوط به دوران‌های تاریخی پس از اسلام است و در شهرستان ازنا، بخش مرکزی، دهستان سیلاخور شرقی، ۱/۵ کیلومتری جنوب شرق روستای دربند واقع شده و این اثر در تاریخ ۲۸ اسفند ۱۳۸۵ با شمارهٔ ثبت ۱۸۳۱۸ به‌عنوان یکی از آثار ملی ایران به ثبت رسیده است.